# Himantariidae
Himantariidae (лат.) — семейство губоногих многоножек (Chilopoda).
Около 20 родов и 70 видов.
Встречаются в тропиках Старого Света. Усики 14-члениковые. Оцеллии отсутствуют. Мандибулы с одной зубчатой ламеллой в дополнение к гребневидной ламелле. Лабрум состоит из одной пластинки. Антенны короткие, базальные членики с короткими щетинками.
- Bothriogaster Selivanov, 1879
- Himantariella Chalande & Ribaut, 1909
- Himantarium C.L. Koch, 1847
- Stigmatogaster  Latzel, 1880
- Thracophilus Verhoeff, 1926 (=Kataplexus, Monognathodon)
- Другие роды: Acrophilus — Bothriogaster — Californiphilus — Causerium — Chomatobius — Diadenoschisma — Geoballus — Gosiphilus — Gosothrix — Haplogaster — Haplophilus — Himantariella — Himantarium — Meinertophilus — Mesocanthus — Nesoporogaster — Nothobius — Notiphilus — Notobius — Polyporogaster — Pseudohimantarium — Stigmatogaster — Straberax — Thracophilus